# Warkauden Lehti
Warkauden Lehti är en finländsk dagstidning (6-dagars, sedan 1962) som utkommer i Varkaus sedan 1920, oavhängig alltsedan starten. 
Aktiemajoriteten i tidningsbolaget innehades från 1928 av ortens största industriföretag A. Ahlström Oy, som 1986 sålde den till utgivaren av Savon Sanomat i Kuopio; utgivare är därmed idag Keskisuomalainen Oyj i Jyväskylä. Upplagan var 2008 11 020 exemplar.